# Мануел да Кошта (футболіст)
Мануе́л Маруа́н да Ко́шта Трінда́де Ас-Сенуссі́ (араб. مانويل مروان دا كوستا تریندادی السنوسي, порт. Manuel Marouane da Costa Trindade Senoussi, нар. 6 травня 1986, Сен-Макс) — марокканський та португальський футболіст, захисник клубу «Дюделанж». 
Виступав за національну збірну Марокко. Має також паспорти громадянина Франції та Португалії.

## Клубна кар'єра

### «Нансі»
Народився 6 травня 1986 року в місті Сен-Макс. Батько та Кошти — португалець, мати — наполовину марокканка, наполовину француженка. Вихованець футбольної школи клубу «Нансі».
Да Кошта розпочав свою дорослу кар'єру в клубі французької Ліги 1 «Нансі». В сезоні 2005/06 років зіграв 10 матчів у Лізі 1, але найбільше Мануелу запам'ятався гол, завдяки вдалим індивідуальним діям, яким він допоміг «Нансі» перемогти «Ле-Ман» та вийти до 1/2 фіналу Кубок французької ліги. «Нансі» здобув перемогу в цьому турнірі та здобув путівку до Кубку УЄФА. Загалом у футболці клубу взяв участь у 10 матчах чемпіонату.

### ПСВ
Відкинувши пропозиції від «Бордо» та «Ньюкасл Юнайтед», він вирішив виступати в Нідерландах, в клубі ПСВ, де міг спостерігати матчі Ліги чемпіонів. 20-річний центральний захисник підписав 5-річний контракт з нідерландським чемпіоном, ставши другим літнім трансфером новопризначеного Роналда Кумана, цей трансфер клубу з Ейндговену обійшовся в 1 мільйон євро. Да Кошта обрав собі 14-ий ігровий номер, і заявив: «Це буде прекрасною основою для розвитку та зростання в складі ПСВ».

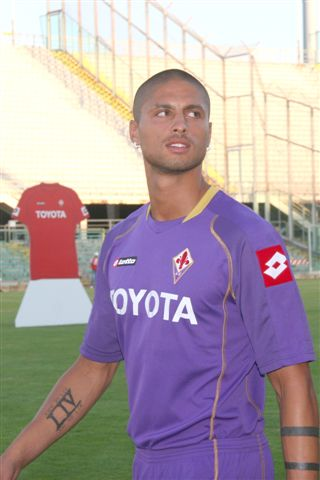
Да Кошта в футболці «Фіорентини»

Да Коста, після свого першого сезону в складі нового клубу, зіткнувся з новим викликом у своїй кар'єрі, але поступово става важливим гравцем команди Роналда Кумана й зарекомендував себе як універсальний захисник. Мануел дебютував у Лізі чемпіонів 12 вересня 2006 року в нічийному (0:0) матчі проти «Ліверпуля». Протягом свого перебування в ПСВ виборов титул чемпіона Нідерландів.

### «Фіорентина»
Своєю грою за останню команду привернув увагу представників тренерського штабу клубу «Фіорентина». 29 січня 2008 року ПСВ підтвердив перехід да Кости в «Фіорентину», при умові вдалого проходження медичного огляду.
Відіграв за «фіалок» наступні два сезони своєї ігрової кар'єри. Проте виграти конкуренцію за потрапляння до складу першої команди клубу не зміг, за цей час зіграв лише 1 матч в італійській Серії A. 30 січня 2009 року він погодився перейти до складу «Сампдорії» на правах оренди до завершення сезону.

### «Вест Гем Юнайтед»

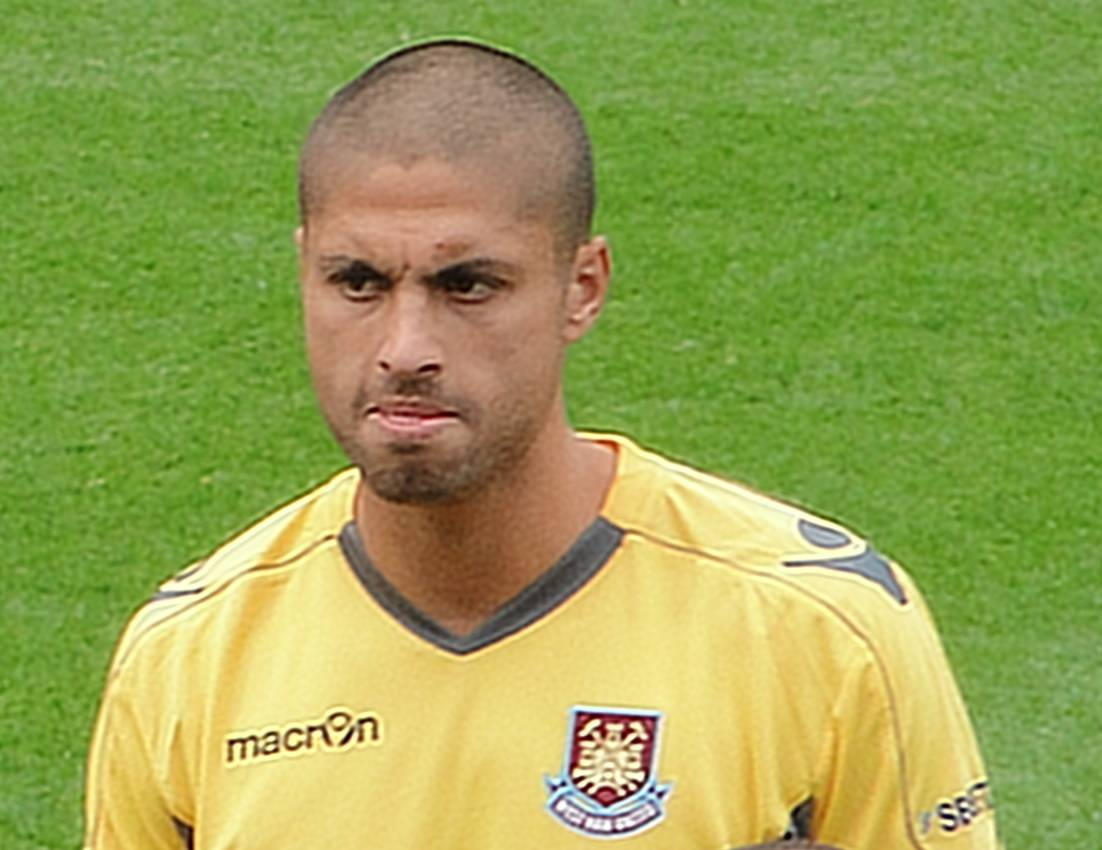
Да Кошта у футболці «Вест Гема»

У серпні 2009 року він підписав 3-річний контракт з англійським клубом «Вест Гем Юнайтед», сума трансферу невідома, але відомо, що цей перехід був частиною трансфера Савіо Нсереко до «Фіорентини». 22 вересня 2009 року Мануел дебютував у складі «Вест Гема» у програному виїзному матчі (1:3) Кубку ліги клубу «Болтон Вондерерз». 28 вересня 2009 року дебютував у програному матчі (1:3) національного чемпіонату проти «Манчестер Сіті», на стадіоні Істлендс. 21 листопада 2009 року відзначився дебютним голом в складі «Вест Гема», сталося це в нічийному (3:3) матчі проти «Галл Сіті», на KC Стедіум. Да Коста покинув «Вест Гем» в червні 2011 року. Загалом Мануел зіграв у складі клубу в усіх турнірах 35 матчів та відзначився 4-ма голами, в тому числі й двома у воротах «Сток Сіті» та одним у воротах «Евертона».

### «Локомотив» (Москва)
У червні 2011 року після того, як «Вест Гем Юнайтед» вилетів з Прем'єр-ліги, він залишив клуб та приєднатися до московського «Локомотива», підписавши контракт на 4 роки, сума трансфера становила близько 1,5 мільйона євро. За словами президента клубу Ольги Смородинської, да Кошта був придбаний як заміна Марко Баши, який перейшов до складу «Лілля» з французького чемпіонату. 14 серпня 2011 року да
Кошта дебютував в Росії в матчі проти нижньоновгородської Волги, який завершився з рахунком 0:0, також його дебют запам'ятався жовтою карткою. 28 серпня 2011 року Мануел відзначився гольовою передачею, чим допоміг Феліпе Кайседо забити єдиний та переможний м'яч у ворота краснодарської «Кубані», матч так і завершився з рахунком 1:0. 10 вересня 2011 року да Кошта відкрив рахунок у матчі (це був його дебютний гол) проти переможця російського чемпіонату, санкт-петербурзького «Зеніта», в якому московський клуб здобув перемогу з рахунком 4:2. Завдяки вдалим виступам в першій частині сезону, в його (2011/12) другій частині да Кошта зіграв ще 15 матчів. Він також зіграв в семи з восьми матчів «Локомотива» в Лізі Європи. Однак напередодні нового сезону, да Кошта під керівництвом нового тренера Славена Билича став використовуватися рідше, а його виступи в першій команді «Локомотиву» все більше обмежувалися.

### «Насьонал»

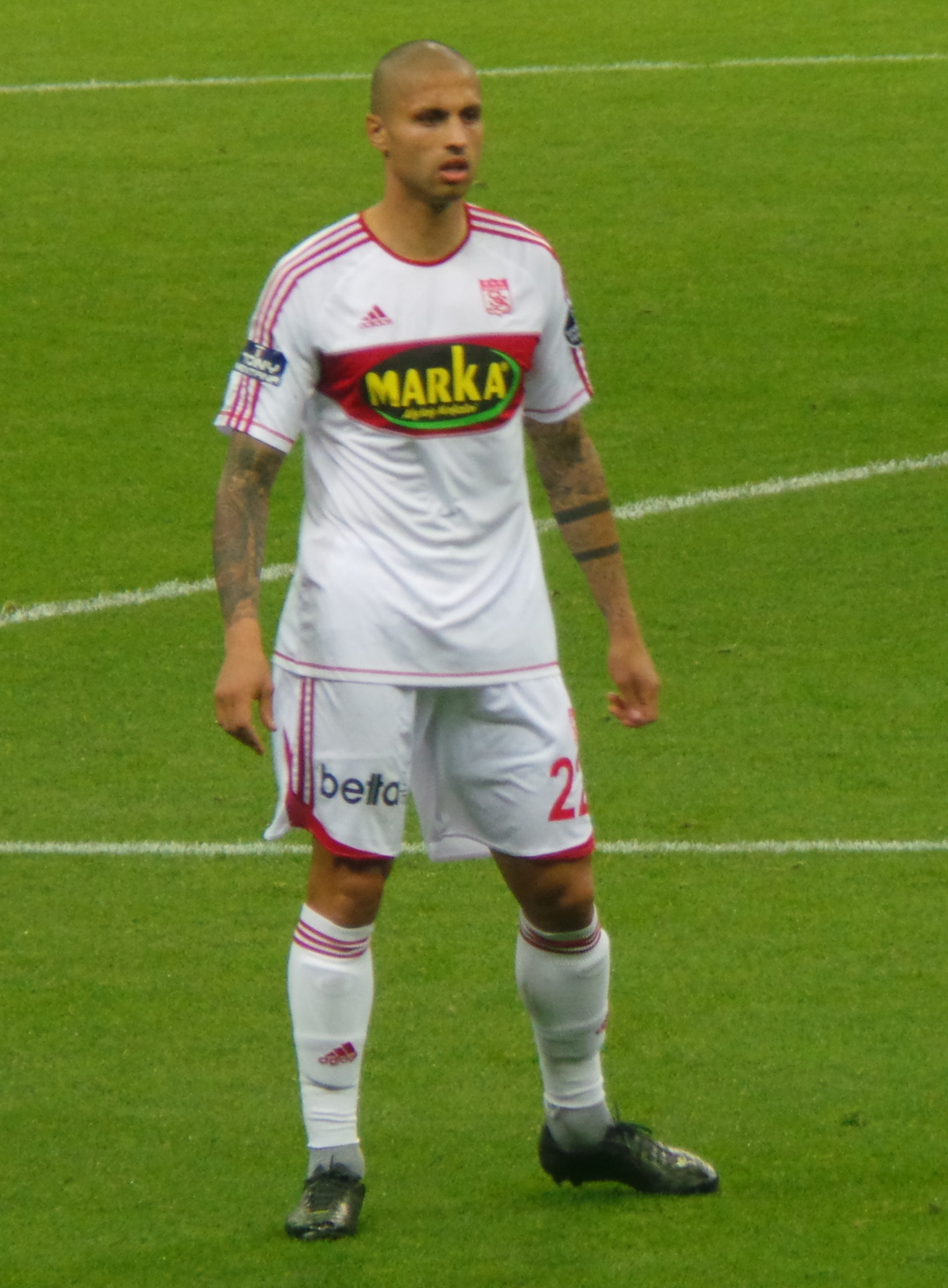
Да Кошта у футболці «Сівасспора»

31 серпня 2012 року московський «Локомотив» вирішив віддати да Кошту в оренду до складу португальського клубу «Насьонал», щоб Мануел зміг отримати більшу кількість ігрового часу. Незважаючи на те, що він був португальцем, «Насьонал» став першим португальським клубом, в складі якого виступав Мануел. Свого дебюту в команді да Кошті довелося чекати до 23 вересня 2012 року, коли він до того ж відзначився ще й дебютним голом у матчі проти «Пасуш ді Феррейра» (3:3). 28 жовтня 2012 року Мануел отримав другу жовту та, як наслідок, видалення в програному «Ріу Аве» (1:2) матчі національного чемпіонату. Після завершення матчу Кошта заявив, що бере на себе відповідальність за фол, який призвів до реалізованого пенальті. Він також визнав, що своїми діями підвів команду. 3 березня 2012 року він відзначився другим голом у футболці «Насьонала», завдяки чому допоміг своїй команді здобути перемогу з рахунком 2:1 над «Жил Вісенте». Проте вже в наступному матчі Мануел знову був видалений з поля, після отримання другої жовтої картки, а його команда зіграла внічию (1:1) з «Ріу Аве». Цей матч виявився останнім у футболці португальського клубу того сезону, да Кошта більше жодного разу не потрапляв до основного складу команди, а клуб відмовився платити гравцеві заробітну плату.
По завершенні сезону 2012/13 років термін дії орендної угоди з Насьоналем завершився й да Кошта повернувся до складу московського «Локомотива».

### «Сівасспор»
Проте в «Локомотиві» на нього також вже не розраховували, через що в липні 2013 року його контракт викупив турецький «Сівасспор», зі своєю новою командою Мануел підписав 3-річний контракт.

### «Олімпіакос»
«Олімпіакос» підтвердив підписання португальського захисника Мануеля да Кошти, оскільки грецький чемпіон намагався підсилити свою команду напередодні старту нового сезону. Да Кошта підписав контракт терміном на два роки, його перехід з турецького клубу «Сівасспор» до команди з Пірея обійшовся в суму 1,9 мільйонів євро. 29-річний центральний захисник починаючи з літа того ж року працював з португальським тренером «Олімпіакоса» Марку Сілвою. У клубі з Пірея провів наступні два сезони, протягом яких зіграв у 39 матчах в національному чемпіонаті, забивши 4 голи.

### «Істанбул ББ»
20 липня 2017 року Мануель Да Коста підписав дворічний контракт з турецьким клубом «Істанбул ББ». Станом на 16 червня 2018 року відіграв за стамбульську команду 11 матчів в національному чемпіонаті.

## Виступи за збірні

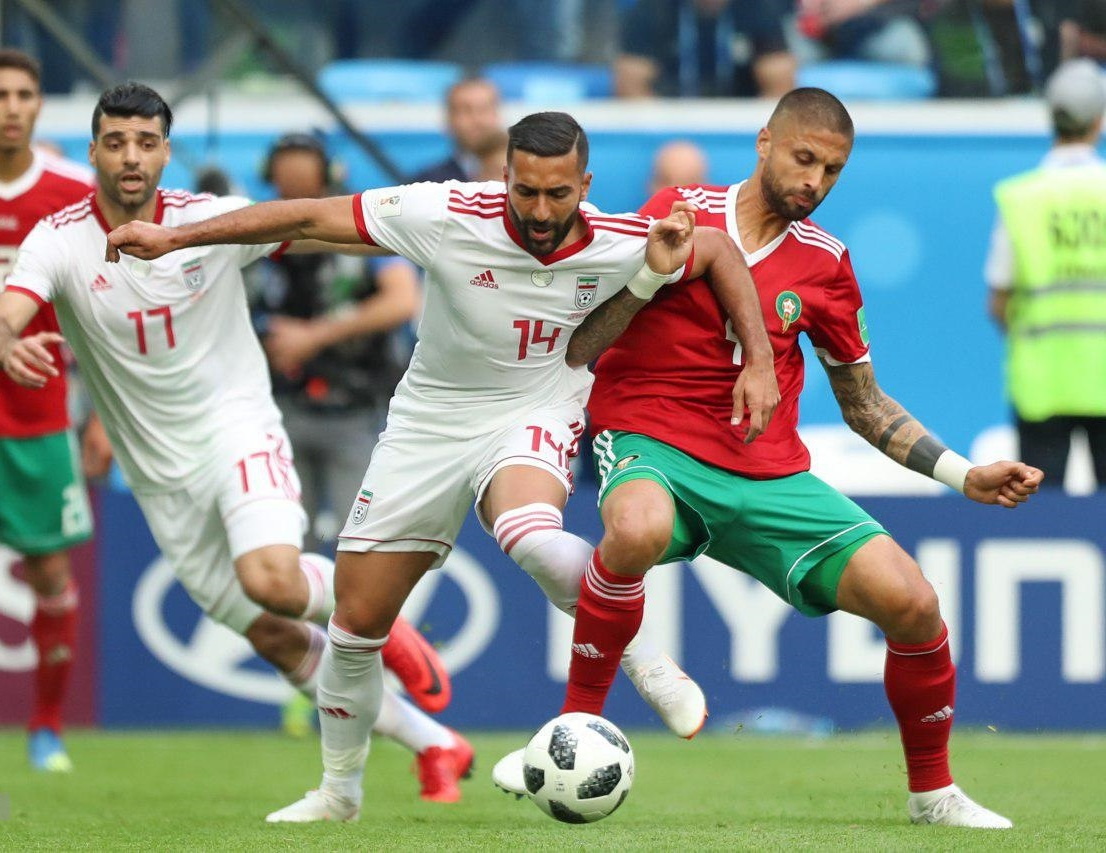
да Кошта (праворуч) на чемпіонаті світу 2018 року в грі проти Ірану.

Протягом 2006—2009 років залучався до складу молодіжної збірної Португалії. На молодіжному рівні зіграв у 22 офіційних матчах. За головну збірну Португалії Мануел так і не відіграв жодного поєдинку, але він викликався до табору збірної для підготовки до матчів кваліфікації ЄВРО-2008 в жовтні, листопаді 2006 року та в березні 2007 року. Крім того, він мав право вибору за яку збірну виступати, Франції або Марокко, проте він вирішив виступати за збірну Португалії U-21. Незважаючи не те, що Мануел не володіє вільно португальською мовою, він все ж відчуває себе португальцем, тому й відає перевагу Португалії над Францією.
В травні 2006 року представляв Португалію на турнірі Тулон U-20 й відмовився на ньому представляти Францію, в якій да Кошта й народився. у жовтні 2010 року його вперше було викликано для участі в матчі між збірними Португалії U-23 та Північною Ірландією U-23, який мав відбутися 12 жовтня.
У травні 2014 року головний тренер національної збірної Марокко Баду Еззакі викликав його до складу національної збірної для участі в домашньому для марокканців Кубку африканських націй 2015 року. 23 травня він дебютував у складі «Атлаських Левів» в переможному матчі (4:0) проти Мозамбіку. Наразі провів у формі головної команди країни 20 матчів.
У складі збірної був учасником Кубка африканських націй 2017 року у Габоні, а наступного року поїхав з командою і на чемпіонат світу 2018 року у Росії.

## Статистика виступів

### Статистика клубних виступів
| Сезон                       | Команда                     | Чемпіонат                   | Чемпіонат | Чемпіонат | Національний кубок | Національний кубок | Національний кубок | Континентальні кубки | Континентальні кубки | Континентальні кубки | Інші змагання | Інші змагання | Інші змагання | Усього | Усього |
| Сезон                       | Команда                     | Ліга                        | Ігор      | Голів     | Ліга               | Ігор               | Голів              | Ліга                 | Ігор                 | Голів                | Ліга          | Ігор          | Голів         | Ігор   | Голів  |
| --------------------------- | --------------------------- | --------------------------- | --------- | --------- | ------------------ | ------------------ | ------------------ | -------------------- | -------------------- | -------------------- | ------------- | ------------- | ------------- | ------ | ------ |
| 2004–05                     | «Нансі 2»                   | ЧФА                         | 13        | 1         | -                  | -                  | -                  | -                    | -                    | -                    | -             | -             | -             | 13     | 1      |
| 2005-січ. 2006              | «Нансі 2»                   | ЧФА                         | 15        | 1         | -                  | -                  | -                  | -                    | -                    | -                    | -             | -             | -             | 15     | 1      |
| Усього в «Нансі 2»          | Усього в «Нансі 2»          | Усього в «Нансі 2»          | 28        | 2         |                    |                    |                    |                      |                      |                      |               |               |               | 28     | 2      |
| січ.-чер. 2006              | Нансі                       | Л1                          | 10        | 0         | КФ+КЛ              | 1+2                | 0+1                | -                    | -                    | -                    | -             | -             | -             | 13     | 1      |
| 2006–07                     | ПСВ                         | ЕД                          | 15        | 1         | КН                 | 3                  | 0                  | ЛЧ                   | 4                    | 0                    | СН            | 0             | 0             | 22     | 1      |
| 2007-січ. 2008              | ПСВ                         | ЕД                          | 1         | 0         | КН                 | 1                  | 0                  | ЛЧ                   | 1                    | 0                    | СН            | 0             | 0             | 3      | 0      |
| Усього в ПСВ                | Усього в ПСВ                | Усього в ПСВ                | 16        | 1         |                    | 4                  | 0                  |                      | 5                    | 0                    |               | 0             | 0             | 25     | 1      |
| січ.-чер. 2008              | «Фіорентіна»                | A                           | 0         | 0         | КІ                 | 0                  | 0                  | КУЄФА                | 0                    | 0                    | -             | -             | -             | 0      | 0      |
| 2008-січ. 2009              | «Фіорентіна»                | A                           | 1         | 0         | КІ                 | 1                  | 0                  | ЛЧ                   | 0                    | 0                    | -             | -             | -             | 2      | 0      |
| Усього у «Фіорентині»       | Усього у «Фіорентині»       | Усього у «Фіорентині»       | 1         | 0         |                    | 1                  | 0                  |                      | 0                    | 0                    |               | -             | -             | 2      | 0      |
| 2008–09                     | «Сампдорія»                 | A                           | 2         | 0         | КІ                 | 1                  | 0                  | КУЄФА                | 1                    | 0                    | -             | -             | -             | 4      | 0      |
| 2009–10                     | «Вест Гем Юнайтед»          | ПЛ                          | 15        | 2         | КА+КЛ              | 0+1                | 0                  | -                    | -                    | -                    | -             | -             | -             | 16     | 2      |
| 2010–11                     | «Вест Гем Юнайтед»          | ПЛ                          | 16        | 1         | КА+КЛ              | 1+2                | 0+1                | -                    | -                    | -                    | -             | -             | -             | 19     | 2      |
| Усього у «Вест Гем Юнайтед» | Усього у «Вест Гем Юнайтед» | Усього у «Вест Гем Юнайтед» | 31        | 3         |                    | 4                  | 1                  |                      | -                    | -                    |               | -             | -             | 35     | 4      |
| 2011–12                     | Локомотив (Москва)          | ПЛ                          | 15        | 2         | КР                 | 1                  | 0                  | ЛЄ                   | 7                    | 0                    |               |               |               | 23     | 2      |
| 2012–13                     | Насьйонал                   | ПЛ                          | 16        | 2         | КП+КЛ              | 2+2                | 0                  | -                    | -                    | -                    | -             | -             | -             | 20     | 2      |
| 2013–14                     | Сівасспор                   | СЛ                          | 25        | 6         | TK                 | 5                  | 0                  | -                    | -                    | -                    | -             | -             | -             | 30     | 6      |
| 2014–15                     | Сівасспор                   | SL                          | 24        | 2         | TK                 | 5                  | 1                  | -                    | -                    | -                    | -             | -             | -             | 29     | 3      |
| Усього за Сівасспор         | Усього за Сівасспор         | Усього за Сівасспор         | 49        | 8         |                    | 10                 | 1                  |                      | -                    | -                    |               | -             | -             | 59     | 9      |
| 2015–16                     | «Олімпіакос»                | СЛ                          | 22        | 2         | КГ                 | 5                  | 1                  | ЛЧ+ЛЄ                | 5+2                  | 0                    | -             | -             | -             | 34     | 3      |
| 2016–17                     | «Олімпіакос»                | СЛ                          | 17        | 2         | КГ                 | 3                  | 0                  | ЛЧ+ЛЄ                | 2+10                 | 0                    | -             | -             | -             | 32     | 2      |
| Усього за «Олімпіакос»      | Усього за «Олімпіакос»      | Усього за «Олімпіакос»      | 39        | 4         |                    | 8                  | 1                  |                      | 19                   | 0                    |               | -             | -             | 66     | 5      |
| 2017–18                     | «Істанбул ББ»               | СЛ                          | 1         | 0         | КТ                 | 0                  | 0                  | ЛЧ+ЛЄ                | 0                    | 0                    | -             | -             | -             | 1      | 0      |
| Усього за кар'єру           | Усього за кар'єру           | Усього за кар'єру           | 180       | 21        |                    | 36                 | 4                  |                      | 32                   | 0                    |               | 0             | 0             | 248    | 25     |

### Статистика виступів за збірну
| Дата       | Місто            | Господарі           | Результат             | Гості                            | Турнір                                      | Голи | Примітки |
| ---------- | ---------------- | ------------------- | --------------------- | -------------------------------- | ------------------------------------------- | ---- | -------- |
| 23-5-2014  | Касабланка       | Марокко             | 4 – 0                 | Мозамбік                         | товариський матч                            | -    |          |
| 28-5-2014  | Лоле             | Ангола              | 2 – 0                 | Марокко                          | товариський матч                            | -    |          |
| 6-6-2014   | Москва           | Росія               | 2 – 0                 | Марокко                          | товариський матч                            | -    |          |
| 3-9-2014   | Касабланка       | Марокко             | 0 – 0                 | Катар                            | товариський матч                            | -    | 54'      |
| 9-10-2014  | Танжер           | Марокко             | 4 – 0                 | Центральноафриканська Республіка | товариський матч                            | -    |          |
| 13-10-2014 | Марракеш         | Марокко             | 3 – 0                 | Кенія                            | товариський матч                            | -    |          |
| 13-11-2014 | Агадір (місто)   | Марокко             | 6 – 1                 | Бенін                            | товариський матч                            | -    |          |
| 16-11-2014 | Агадір (місто)   | Марокко             | 2 – 1                 | Замбія                           | товариський матч                            | -    |          |
| 5-9-2015   | Сан-Томе (місто) | Сан-Томе і Принсіпі | 0 – 3                 | Марокко                          | Відбір до Кубка африканських націй 2017     | -    |          |
| 26-3-2016  | Прая             | Кабо-Верде          | 0 – 1                 | Марокко                          | Відбір до Кубка африканських націй 2017     | -    | кап.     |
| 29-3-2016  | Марракеш         | Марокко             | 2 – 0                 | Кабо-Верде                       | Відбір до Кубка африканських націй 2017     | -    | кап.     |
| 27-5-2016  | Танжер           | Марокко             | 2 – 0                 | Республіка Конго                 | товариський матч                            | -    |          |
| 31-8-2016  | Шкодер (місто)   | Албанія             | 0 – 0                 | Марокко                          | товариський матч                            | -    | 38'      |
| 4-9-2016   | Рабат            | Марокко             | 2 – 0                 | Сан-Томе і Принсіпі              | Відбір до Кубка африканських націй 2017     | -    |          |
| 8-10-2016  | Франсвіль        | Габон               | 0 – 0                 | Марокко                          | Відбір до ЧС 2018                           | -    | кап.     |
| 11-10-2016 | Марракеш         | Марокко             | 4 – 0                 | Канада                           | товариський матч                            | -    | 85' кап. |
| 12-11-2016 | Марракеш         | Марокко             | 0 – 0                 | Кот-д'Івуар                      | Відбір до ЧС 2018                           | -    |          |
| 9-1-2017   | Al-Ayn           | Марокко             | 0 – 1                 | Фінляндія                        | товариський матч                            | -    | 46'      |
| 16-1-2017  | Оєм              | ДР Конго            | 1 – 0                 | Марокко                          | Кубок африканських націй 2017 - 1-й етап    | -    |          |
| 20-1-2017  | Оєм              | Марокко             | 3 – 1                 | Того                             | Кубок африканських націй 2017 - 1-й етап    | -    | 68'      |
| 24-1-2017  | Оєм              | Марокко             | 1 – 0                 | Кот-д'Івуар                      | Кубок африканських націй 2017 - 1-й етап    | -    |          |
| 29-1-2017  | Порт-Жантіль     | Єгипет              | 1 – 0                 | Марокко                          | Кубок африканських націй 2017 - чвертьфінал | -    |          |
| 31-5-2017  | Марракеш         | Марокко             | 1 – 2                 | Нідерланди                       | товариський матч                            | -    |          |
| 23-3-2018  | Турин            | Марокко             | 2 – 1                 | Сербія                           | товариський матч                            | -    | 46'      |
| 27-3-2018  | Касабланка       | Марокко             | 2 – 0                 | Узбекистан                       | товариський матч                            | 1    | кап.     |
| 31-5-2018  | Женева           | Марокко             | 0 – 0                 | Україна                          | товариський матч                            | -    |          |
| 4-6-2018   | Женева           | Словаччина          | 1 – 2                 | Марокко                          | товариський матч                            | -    | 46'      |
| 9-6-2018   | Таллінн          | Естонія             | 1 – 3                 | Марокко                          | товариський матч                            | -    | 46'      |
| 15-6-2018  | Санкт-Петербург  | Марокко             | 0 – 1                 | Іран                             | ЧС 2018 - 1-й етап                          | -    | 82'      |
| 20-6-2018  | Москва           | Португалія          | 1 – 0                 | Марокко                          | ЧС 2018 - 1-й етап                          | -    |          |
| 25-6-2018  | Калінінград      | Іспанія             | 2 – 2                 | Марокко                          | ЧС 2018 - 1-й етап                          | -    | 31'      |
| 13-10-2018 | Касабланка       | Марокко             | 1 – 0                 | Коморські Острови                | Відбір до Кубка африканських націй 2019     | -    | 49'      |
| 16-11-2018 | Касабланка       | Марокко             | 2 – 0                 | Камерун                          | Відбір до Кубка африканських націй 2019     | -    |          |
| 20-11-2018 | Радес            | Туніс               | 0 – 1                 | Марокко                          | товариський матч                            | -    | 46'      |
| 26-3-2019  | Танжер           | Марокко             | 0 – 1                 | Аргентина                        | товариський матч                            | -    | 87'      |
| 12-6-2019  | Марракеш         | Марокко             | 0 – 1                 | Гамбія                           | товариський матч                            | -    | 46' 75'  |
| 28-6-2019  | Каїр             | Марокко             | 1 – 0                 | Кот-д'Івуар                      | Кубок африканських націй 2019 - 1-й етап    | -    | 90+3'    |
| 1-7-2019   | Каїр             | ПАР                 | 0 – 1                 | Марокко                          | Кубок африканських націй 2019 - 1-й етап    | -    |          |
| 5-7-2019   | Каїр             | Марокко             | 1 – 1 д.ч. (1-4 п.п.) | Бенін                            | Кубок африканських націй 2019 - 1/8 фіналу  | -    |          |
| Усього     |                  | Матчів              | 39                    |                                  | Голів                                       | 1    |          |

## Титули і досягнення

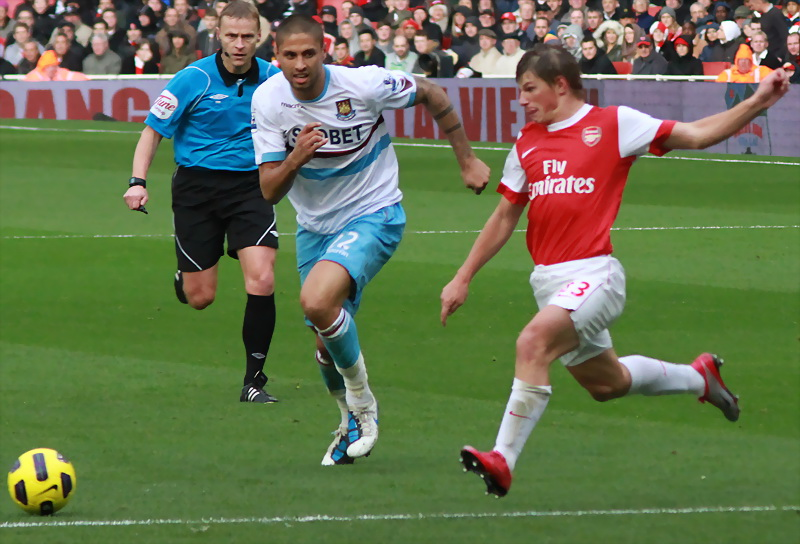
Да Кошта (в центрі) намагається перешкодити Андрію Аршавіну завдати удару

- Кубок французької ліги
  -  Володар (1): 2005/06

- Чемпіонат Нідерландів (ПСВ)
  -  Чемпіон (2): 2006/07, 2007/08

- Чемпіон Греції («Олімпіакос»)
  -  Чемпіон (2): 2015/16, 2016/17

- Кубок Греції
  -  Фіналіст (1): 2015/16

- Кубок Туреччини
  -  Володар (1): 2019/20

## Особисте життя
У січні 2011 року да Кошта був звинувачений в сексуальних домаганнях і спробі зґвалтування жінки в нічному клубі Faces в Ілфорді (приміському районі Лондона) в ніч на 17 жовтня 2010 року. Футболіст був поміщений під варту, а потім випущений з в'язниці під заставу. На судовому засіданні футболіст не визнав себе винним у сексуальних домаганнях, проте підтвердив факт нападу на жінку. 18 квітня, на другому судовому засіданні, да Кошта знову був звільнений під заставу до нового засідання. Суд присяжних, який відбувся 16 вересня 2011 року, виправдав да Кошту, проте зобов'язав його виплатити позивачам 250 фунтів стерлінгів за те, що він вдарив жінку при самообороні.
У футболіста на руках декілька татуювань, малюнок кожної з яких пов'язаний з враженнями да Кошти від життя в тій чи іншій країні. Одну з татуювань зробив італійський майстер, іншу — французький, третю — англійська. Також да Кошта зробив татуювання у російського майстра.